# Simianus melanocephalus
Simianus melanocephalus is een keversoort uit de familie Callirhipidae. De wetenschappelijke naam van de soort werd in 1924 als Simianellus melanocephalus gepubliceerd door Fritz Isidore van Emden.